# Précieux
Précieux ist eine französische Gemeinde mit 1.040 Einwohnern (Stand: 1. Januar 2022) im Département Loire in der Region Auvergne-Rhône-Alpes. Die Gemeinde gehört zum Arrondissement Montbrison und zum Kanton Montbrison. Die Einwohner werden Prescussériens und Prescussériennes genannt. 

## Geographie
Précieux liegt etwa 20 Kilometer nordwestlich von Saint-Étienne am Forez. Umgeben wird Précieux von den Nachbargemeinden Grézieux-le-Fromental im Norden, L’Hôpital-le-Grand im Osten und Nordosten, Sury-le-Comtal im Süden und Südosten, Saint-Romain-le-Puy im Süden, Montbrison im Westen und Südwesten sowie Savigneux im Nordwesten. Das Gemeindegebiet wird vom Fluss Curraize durchquert, der hier in die Mare mündet.

## Bevölkerungsentwicklung
| Jahr                       | 1962 | 1968 | 1975 | 1982 | 1990 | 1999 | 2008 | 2017 |
| -------------------------- | ---- | ---- | ---- | ---- | ---- | ---- | ---- | ---- |
| Einwohner                  | 504  | 517  | 510  | 576  | 764  | 775  | 1010 | 1031 |
| Quellen: Cassini und INSEE |      |      |      |      |      |      |      |      |

## Sehenswürdigkeiten

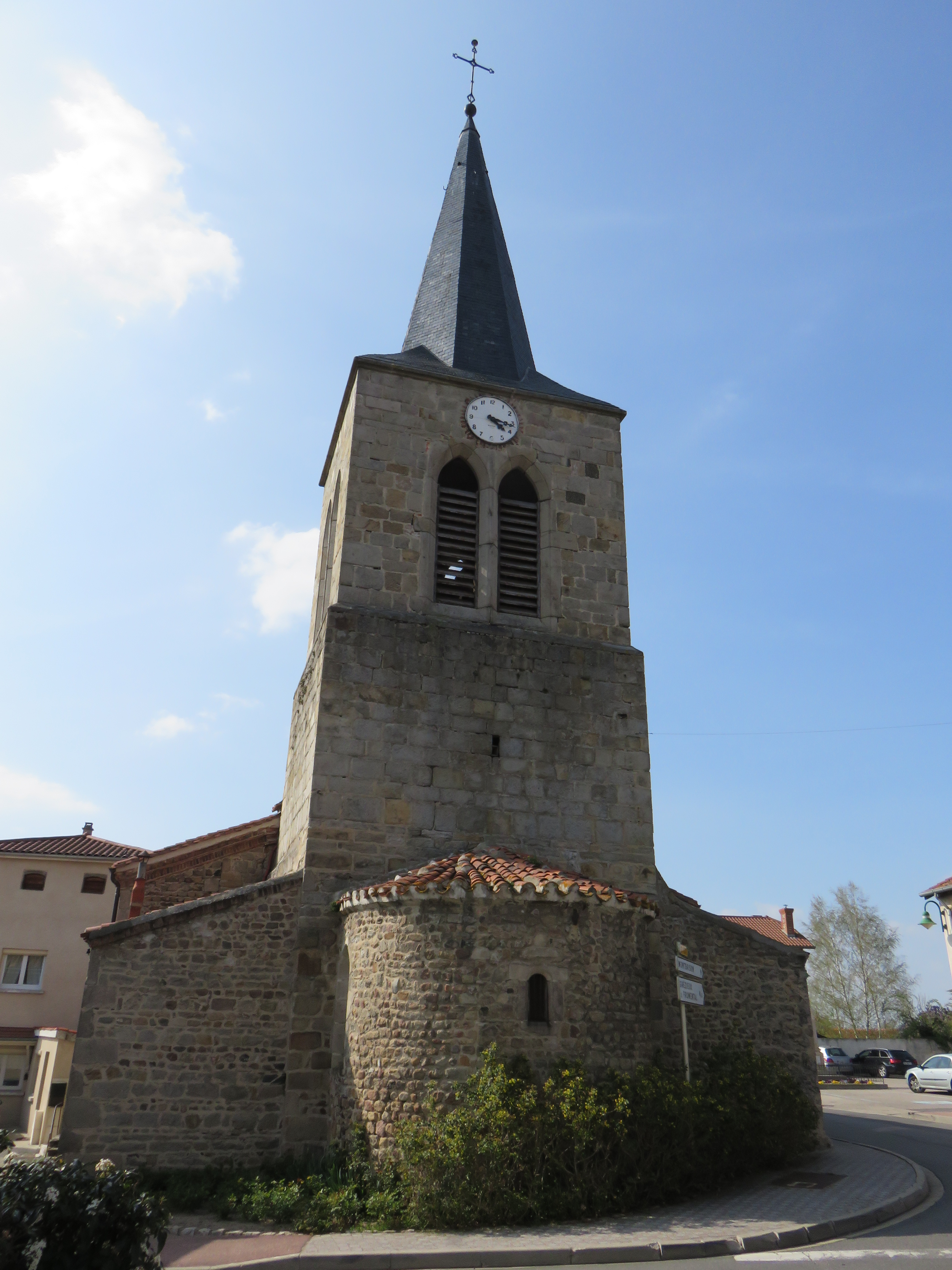
Kirche St-Symphorien

- Kirche Saint-Symphorien mit Chor und Apsis aus dem 11. oder 12. Jahrhundert, Chor mit Glockenturm und Portal der Westfassade sind seit 1963 als Monument historique eingeschrieben
- Schloss Curaize aus dem 19. Jahrhundert, seit 2019 als Monument historique eingeschrieben

## Persönlichkeiten
- Benoît Malon (1841–1893), französischer Sozialist und Schriftsteller, geboren in Précieux